# 灰头斑翅鹛
灰头斑翅鹛（学名：Actinodura souliei），是画眉科斑翅鹛属的一种，分布于中国大陆和越南。该物种的保护状况被评为无危。
灰头斑翅鹛的栖息地为亚热带或热带的湿润山地林，多活动于海拔1700米左右的地区。该物种的模式产地在云南茨菇。

## 亚种
- 灰头斑翅鹛云南亚种（学名：Actinodura souliei griseinucha）。分布于越南以及中国大陆的云南等地。该物种的模式产地在越南北部Fansipan。[3]
- 灰头斑翅鹛指名亚种（学名：Actinodura souliei souliei），是中国的特有物种。分布于云南、四川等地。该物种的模式产地在云南茨菇。[4]